# Marius Iftimiciuc

a Compétitions nationales et continentales officielles uniquement.

b Matchs officiels uniquement.
Dernière mise à jour le 23 septembre 2023.
Marius Iftimiciuc, né le 13 août 1997, est un joueur roumain de rugby à XV qui évolue au poste de deuxième ligne.

## Biographie
Marius Iftimiciuc est formé au RC Unirea Iași. En 2014, il est sélectionné pour participer au championnat d'Europe des moins de 18 ans avec la Roumanie. Il rejoint ensuite le SCM Timișoara, avec qui il débute en championnat de Roumanie en 2016. Il continue de gravir les échelons espoirs avec la sélection roumaine, disputant ainsi le championnat d'Europe des moins de 20 ans en 2017. La même année, il remporte le titre des moins de 20 ans en Roumanie avec Timișoara, en compagnie de Vlad Neculau et Marius Simionescu, avec qui il a été formé à l'Unirea Iași.
En 2018, il est prêté en début de saison au Dinamo Bucarest afin de s'aguerrir. Lors des tests de fin d'année, il joue avec la Roumanie A face  à l'England Counties XV (en), puis face au Kenya en Novembre. Dans la foulée, il obtient sa première sélection avec l'équipe de Roumanie lors d'un test face aux États-Unis. Lors de la même saison, il prend part à la campagne de Challenge Cup de Timișoara, dans laquelle il tient un rôle important.
En 2020, il quitte la Roumanie et rejoint le CA Périgueux, en Fédérale 1, puis y prolonge de deux saisons en 2022. Devenu un joueur régulier de la sélection nationale, il participe à la qualification pour la Coupe du Monde 2023 de la Roumanie.